# Ignacy Krasicki

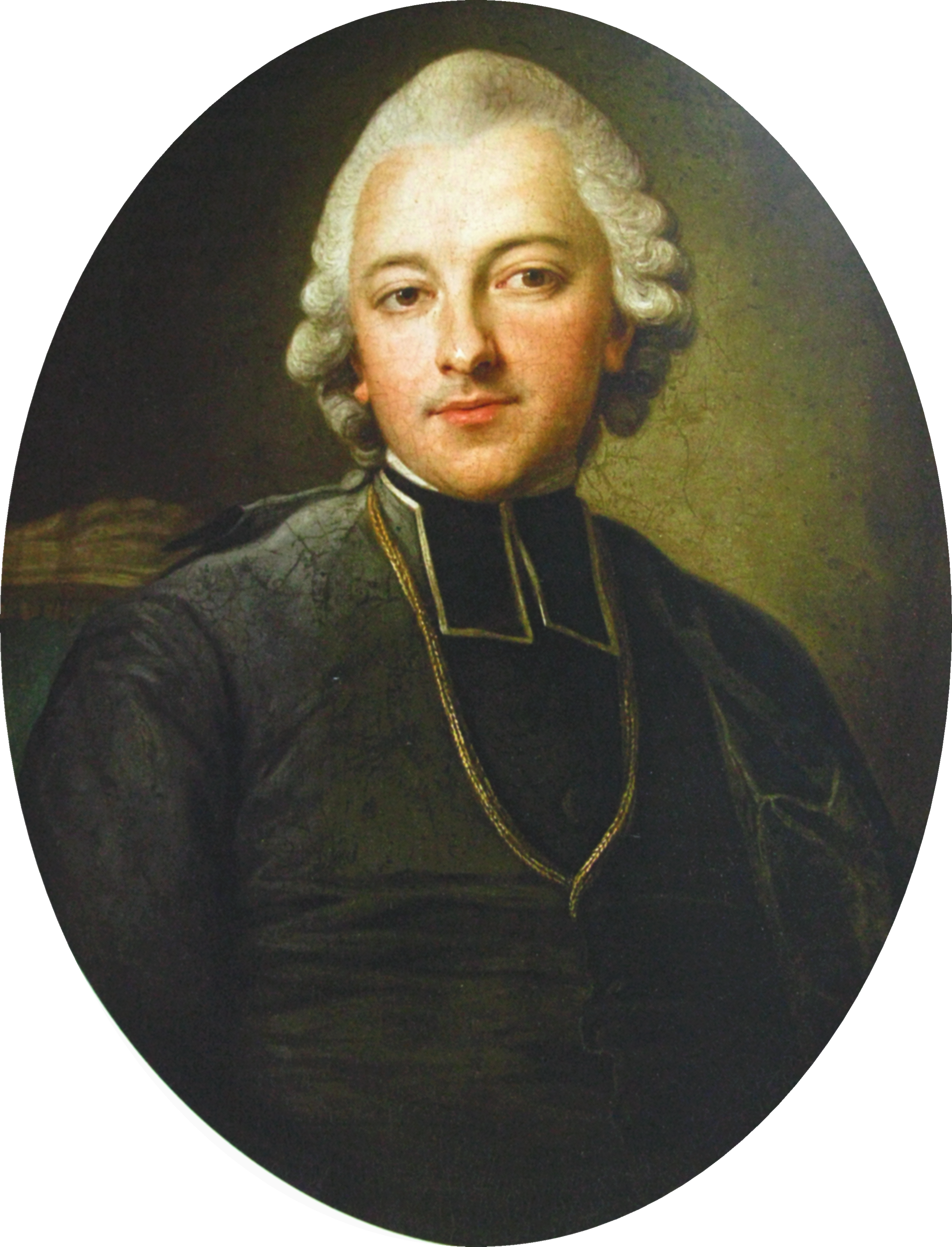
Ignacy Krasicki.

Ignacy Krasicki (Galícia, 3 de fevereiro de 1735 — Berlim, 14 de março de 1801) foi um príncipe polonês da Igreja Católica Apostólica Romana, crítico social, escritor e poeta do Iluminismo da Polônia, saudado por seus contemporâneos como "o Príncipe dos Poetas".

## Vida
O conde Krasicki nasceu em uma empobrecida família nobre em Dubiecko no sul da Polônia. Educado na escola dos jesuítas em Lwów e depois no Seminário Católico em Varsóvia (1751-1754), continuou seus estudos em Roma (1759-1761).
Krasicki inicialmente era contrário à fação política, a "Familia". Porém, depois que a família venceu a "eleição livre" de Stanisław August Poniatowski como Rei da Polônia (1764), Krasicki tornou-se o novo confessor e capelão real. Participou dos famosos "Jantares das Quinta-Feira" de Stanisław August e foi o co-fundador do Monitor, o importante jornal do Iluminismo polonês, patrocinado pelo Rei.
Consagrado Bispo de Vármia em 1766, Krasicki se tornou ao mesmo tempo um senador ex-officio da República das Duas Nações.
Em 1772, como consequência da Primeira Partição, instigado pelo Rei da Prússia, Frederico II ("o Grande"), Krasicki se tornou um súdito prussiano e — enquanto mantinha estritos laços com a Polônia — também íntimo da corte de Frederico. Ele oficiou a inauguração, em 1773, da Catedral de Santa Edviges, que Frederico havia mandado construir para os imigrantes católicos de Brandemburgo e Berlim. Em 1786 o Bispo Krasicki foi designado para a Academia de Artes de Berlim (Akademie der Künste). Sua residência passou a ser o centro de desenvolvimento artístico.
Em 1795, seis anos antes de sua morte, ele foi promovido a Arcebispo de Gniezno e depois Primaz da Polônia.
Após seu falecimento, Krasicki foi sepultado na Catedral de Santa Edviges.
Krasicki escreveu poemas herói-cômicos:  Myszeidos (em 1775, uma alegoria à anarquia política), Monachomachia (Guerra dos Monges, 1778, um olhar espirituoso sobre a vida monástica), Antymonachomachia (1779); o primeiro romance polonês, Mikołaja Doświadczyńskiego przypadki (As Aventuras de Nicolau Experiência, 1776, e os romances, Pan Podstoli (Senhor Steward, publicado em três partes, 1778, 1784 e postumamente 1803) e Historia (História, 1779); o épico Wojna chocimska (A Guerra de Chocim, 1780, sobre a Guerra de Khotyn); e numerosas outras obras literárias, educacionais e patrióticas.
Ele é mais conhecido, contudo, por suas "Fábulas e Parábolas" (Bajki i przypowieści, 1779), "Sátiras" (Satyry, 1779) e "Novas Fábulas" (Bajki nowe, publicada postumamente, 1802).
Krasicki foi homenageado pelo Rei da Polônia com a Ordem da Águia Branca e pelo Rei da Prússia com a Ordem da Águia Vermelha.

## Publicações
- Myszeis 1775, dt. 1790
- Mikołaja Doświadczyńskiego przypadki (As Ocorrências de Mikolaj Doświadczyński) 1775
- Pan Podstoli (O Sargento) 1778, dt. 1779
- Monachomachia (A Guerra dos Monges, sátira à ignorância e inércia dos monges) 1778, dt.
- Bajki i Przypowieści (Fábulas e Parábolas), 1779, dt. 1796
- Antimonachomachia 1780;
- Fabeln. [Adaptações de Martin Remané. Ilustrações de Jan Marcin Szancer.] Berlim, Holz, 1956.